# Эквыватап
Эквыватап (также Экиатап) — река в Иультинском районе Чукотского автономного округа. Длина реки — 226 километров. Площадь водосборного бассейна равна 5690 км².
Начинается в урочище Двухречный Проход вблизи истоков Пегтымеля. От истока течёт в общем северо-восточном направлении по гористой безлесой местности. Ширина реки ниже устья Кычкаваама равна 60 метрам, глубина — 1,5 метрам; скорость течения в низовьях — 0,5 м/с. В приустьевой части река расширяется до 130 метров, впадает в Чукотское море несколькими протоками около маяка Островного на восточной окраине лагуны Акатан.
В бассейне Большого Понтаваама — притока Эквыватапа — расположено месторождение золота.
В дельте реки отмечено гнездование малого лебедя, американского лебедя, белолобого и белого гусей, белошея.

## Притоки
Объекты перечислены по порядку от устья к истоку.
- 35 км: Трёхвершинный[3] (лв)
- 39 км: Кычакваам[3] (лв)
- 43 км: Седой[3] (пр)
- 49 км: Эльоткон[3] (лв)
- 50 км: Орлиный[3] (пр)
- 57 км: Кулик[3] (пр)
- 59 км: Большой Понтаваам[4] (лв)
- 72 км: Мечеккэй[4] (лв)
- 79 км: Рыкнатийнын[4] (пр)
- 93 км: Гальгойнейнын[4] (пр)
- 96 км: Таврэран[4] (пр)
- 105 км: Ветвистый[4] (лв)
- 109 км: Ыттъынэн[4] (пр)
- 109 км: Разветвленный[4] (лв)
- 112 км: Нижний Энмываам[4] (лв)
- 116 км: Энмываамкай[4] (лв)
- 119 км: Верхний Энмываам[4](лв)
- 121 км: Перевалочная[4] (лв)
- 135 км: Вальвылейнын[4] (пр)
- 162 км: Чьувчаамнонкываам[7] (лв)
- 170 км: Верхний Намномкоом[7] (лв)
- 171 км: Малый Экиатап[7] (лв)
- 174 км: Каанайгытгынэльгын[7] (пр)
- 180 км: Бровка[7] (лв)
- 180 км: Луговая[7] (пр)
- 189 км: Голубая[7] (пр)
- 191 км: Каменистая[7] (пр)
- 191 км: Останцевый[7] (пр)
- 204 км: Быстрый[6] (пр)
- 209 км: Лишайниковый[6] (пр)
- 214 км: Шумный[6] (лв)
- 214 км: Левый Эквиатап[6] (лв)

## Данные водного реестра
По данным государственного водного реестра России относится к Анадыро-Колымскому бассейновому округу, водохозяйственный участок реки — бассейны рек Чукотского моря. Речной бассейн реки — бассейны рек Чукотского моря.
Код объекта в государственном водном реестре — 19030000112119000086307.